# Punnettia willeyana
Punnettia willeyana är en djurart som tillhör fylumet slemmaskar, och som först beskrevs av Punnett 1900.  Punnettia willeyana ingår i släktet Punnettia och familjen Drepanophoridae. Inga underarter finns listade i Catalogue of Life.